# Trichey
Trichey är en kommun i departementet Yonne i regionen Bourgogne-Franche-Comté i norra Frankrike. Kommunen ligger i kantonen Cruzy-le-Châtel som tillhör arrondissementet Avallon. År 2022 hade Trichey 43 invånare.

## Befolkningsutveckling
Antalet invånare i kommunen Trichey
| Referens: INSEE |